# 新元鹿之助
新元鹿之助（日语：／ Niimoto Shikanosuke，1870年8月25日—1949年3月8日），日本鹿兒島縣鹿兒島市人，鐵道工程專家。

## 生平
從東京帝國大學工科大學土木學科畢業後，先是擔任過遞信省鐵道局的技師，後來在1897年成為臺灣總督府民政局技師，並在1919年出任臺灣總督府鐵道部長。

## 連結
- 新元鹿之助 - 臺灣總督府府報 （页面存档备份，存于）